# Spuren (1989)
Spuren ist ein Dokumentarfilm des DEFA-Studios für Dokumentarfilme von Eduard Schreiber aus dem Jahr 1989.

## Handlung
Dieser Farb-Dokumentarfilm berichtet über den Abriss der letzten Reste der ehemaligen Reichskanzlei in der Berliner Voßstraße Ecke Otto-Grotewohl-Straße. Begleitend zu den Aufnahmen spricht der West-Berliner Schauspieler Martin Brandt in seiner Wohnung Texte aus Lessings Drama Nathan der Weise, mit dem das Theater des Jüdischen Kulturbundes zu Berlin im Jahr 1933 eröffnet wurde und in dem er die Rolle des Sultan Saladin spielte. Von diesem Theater gibt es kaum noch eine sichtbare Spur. Eingeblendete historische Schwarzweißfilm-Aufnahmen vom Oktober/November 1938 sowie von der zerstörten Reichskanzlei des Jahres 1945 dienen zum besseren Verständnis der Ereignisse. 
Die Kamera schwenkt über die Arbeiten in der Baugrube wo früher die Reichskanzlei stand, weiter auf das gegenüber stehende Gebäude des ehemaligen Propagandaministeriums von Joseph Goebbels und auf den Bereich des ehemaligen Gartens mit noch sichtbaren Mauern des Führerbunkers von Adolf Hitler. Dieses Viertel durfte von Juden ab dem 6. Oktober 1938 nicht mehr betreten werden. Weitere historische Filmausschnitte  zeigen den Blick auf den stehenden Hitler in seiner offenen Limousine bei Abnahme einer Parade mit begeisterten Menschen, auf der mit Hakenkreuzfahnen geschmückten Wilhelmstraße. Anschließend sieht man die Besichtigung der zerstörten Reichskanzlei durch russische Soldaten nach dem Ende des Zweiten Weltkrieges.
Ein Besuch 1988 auf dem jüdischen Friedhof in Eberswalde zeigt den Stamm einer mächtigen Eiche, der aber nicht in der Lage war, die Zerstörungen an den Grabstellen zu vermeiden. Umgestürzte und zerbrochene Grabsteine mit jüdischen Schriftzeichen geben Anlass zum Nachdenken. Auf einem dieser Steine auf dem mit Efeu zugewucherten Friedhof steht „Hier ruht in Gott Ernst Liepmann“ geschrieben. Wieder in Berlin werfen wir einen Blick auf eine bemalte Hauswand auf einem verlassenen Grundstück in der Auguststraße 15. Das Bild, mit Judenstern, Augen, Händen und Personen, haben Schüler gemalt, um an die Kinder zu erinnern, die von hier, aus einem jüdischen Waisenhaus, deportiert wurden. 
Der Film endet mit Augenzeugenberichten vom Morgen nach der nationalsozialistischen Pogromnacht: „Es war ein klarer, durchsichtiger Morgen. Die Straße hallte vom Lärm der Autos und Straßenbahnen wieder. Die jüdischen Läden mit zerschlagenen Schaufenstern waren mit Brettern versperrt … Wir fuhren schweigend im dunstigen Licht des Novembermorgens. Es war ein sonniger Morgen, Spätherbst lag über der Stadt. Das Licht war grau, es hatte begonnen zu regnen“.

## Produktion und Veröffentlichung
Spuren wurde unter den Arbeitstitel Jüdisches Theater, Erinnerungen an jüdisches Leben in Berlin auf ORWO-Color gedreht und hatte am 13. Oktober 1989 seine Uraufführung auf dem Internationalen Filmfestival Mannheim-Heidelberg. In der DDR wurde der Film am 10. November 1989 das erste Mal aufgeführt. 
Die Dramaturgie lag in den Händen von Richard Ritterbusch. Der Schauspieler Martin Brandt spricht Texte aus Gotthold Ephraim Lessings Nathan der Weise und William Shakespeares Macbeth. Ein Szenenausschnitt ist aus Stanley Kramers Film Urteil von Nürnberg.
Der Film erschien 2019 zusammen mit sechs weiteren filmischen Arbeiten von Eduard Schreiber in der Edition Eduard Schreiber – Essayfilmer der DEFA bei Absolut Medien auf DVD.